# Hippelates feytaudi
Hippelates feytaudi är en tvåvingeart som beskrevs av Villeneuve 1931. Hippelates feytaudi ingår i släktet Hippelates och familjen fritflugor. Inga underarter finns listade i Catalogue of Life.